# Aérodrome de La Fortuna Arénal
L'aérodrome d'Arénal (code IATA : FON • code OACI : MRAN) est un aéroport qui dessert La Fortuna, un quartier du canton de San Carlos, province de l'Alajuela, au Costa Rica. L'aéroport est nommé d'après le volcan Arenal, l'une des principales attractions touristiques du pays.
Arénal est une piste privée, actuellement desservie par des vols quotidiens vers la capitale, San José et vers Quépos. Situé à environ 2 km à l'est de La Fortuna, cet aérodrome peut être atteint par la Route 141.
L'aéroport présente actuellement une piste de gravier avec une longueur de 800 mètres et 10 mètres de largeur, généralement servi par de petits avions comme le Cessna 208 Caravan et le de Havilland Canada DHC-6 Twin Otter.

## Services Réguliers
| Compagnies | Destinations                   |
| ---------- | ------------------------------ |
| Nature Air | San José-J. Santamaría, Quépos |
| Sansa      | San José-J. Santamaría         |

## Statistiques passagers
Ces données montrent le nombre de mouvements de passagers dans l'aéroport, selon la Direction Générale de l'Aviation Civile du Costa Rica.